# Pseudechiniscus beasleyi
Espèce
Pseudechiniscus beasleyi est une espèce de tardigrades de la famille des Echiniscidae. 

## Distribution
Cette espèce est endémique du Shaanxi en Chine. Elle a été découverte dans les monts Qinling.

## Description
La femelle holotype mesure 185,3 µm.

## Étymologie
Cette espèce est nommée en l'honneur de Clark W. Beasley.

## Publication originale
- Li, Wang & Yu, 2007 : The Tardigrada fauna of China with descriptions of three new species of Echiniscidae. Zoological Studies, p. 46, no 2, p. 135-147 (texte intégral).